# Maison personnelle de l'architecte Marcel Depelsenaire
La maison personnelle de l'architecte Marcel Depelsenaire est une habitation unifamiliale située au boulevard Audent à Charleroi (Belgique). Elle a été construite en 1923 et a été la maison personnelle de l'architecte Marcel Depelsenaire. Elle est située à côté de la Maison Dermine, conçue par le même architecte.

## Histoire
Son fils, l'architecte Jacques Depelsenaire, apportera des modifications au bâtiment, et ne manquera pas de recevoir des remarques de son père : “ma maison boulevard Audent, saccagée par mon fils, prix de Rome de l’Architecture, qui n’a pas eu pour l’œuvre économique de son père le respect qu’on a aujourd’hui pour les travaux d’Horta”.

## Architecture
Ce bâtiment a été construit en 1923 par l'architecte Marcel Depelsenaire et peut remonter à la composition architecturale que Marcel Leborgne a utilisée dans la maison pour l'avocat Van Basterlaer en 1932.[Quoi ?]
La composition de ce bâtiment est caractérisée par un bow window (fenêtre arquée) central au bel-étage. La console en pierre où est placé cet élément est décorée par de formes semi-animales et semi-végétales qui traduisent le romantisme rationnel des premières œuvres de Marcel Depelsenaire,.
Le rez-de-chaussée est divisé en deux travées se terminant par un arc sur des piliers en pierre. Dans celle de gauche se trouve l'entrée et dans celle de droite le garage.
Le deuxième étage, qui sera plus tard l'atelier de son fils Jacques et de son petit-fils Dany, est caractérisé par deux fenêtres et une frise denticulée sous la corniche. Les fonctions de la maison sont valorisées par le système d'entrée. Il se compose d'un vestibule, d'une entrée et enfin d'un hall monumental qui conduit les clients à l'étage par un large escalier.
Les décors de la façade sont l'œuvre de d'Hector Brognon.